# Gisbert Flüggen
Gisbert Flüggen (né le 9 février 1811 à Cologne, mort le 3 septembre 1859 à Munich) est un peintre prussien de scènes de genre. Il fait partie de l'École de peinture de Düsseldorf.

## Biographie
Ses parents déménagent de Lille à Cologne juste avant sa naissance. Il a dû travailler dans une mercerie dès qu'il a été en âge de le faire. Il s'est intéressé à l'art et a passé des heures à recopier des tableaux du musée Wallraf-Richartz. Sa famille s'est opposée à cette vocation, mais il a été soutenu par le peintre Joseph Weber (1798-1883). Grâce à un héritage, il a pu poursuivre ses études à l'académie des beaux-arts de Düsseldorf. Après s'être marié à Cologne, il s'installe à Munich où il est connu pour ses peintures de genre. Son fils Joseph Flüggen est aussi un peintre reconnu.

## Galerie

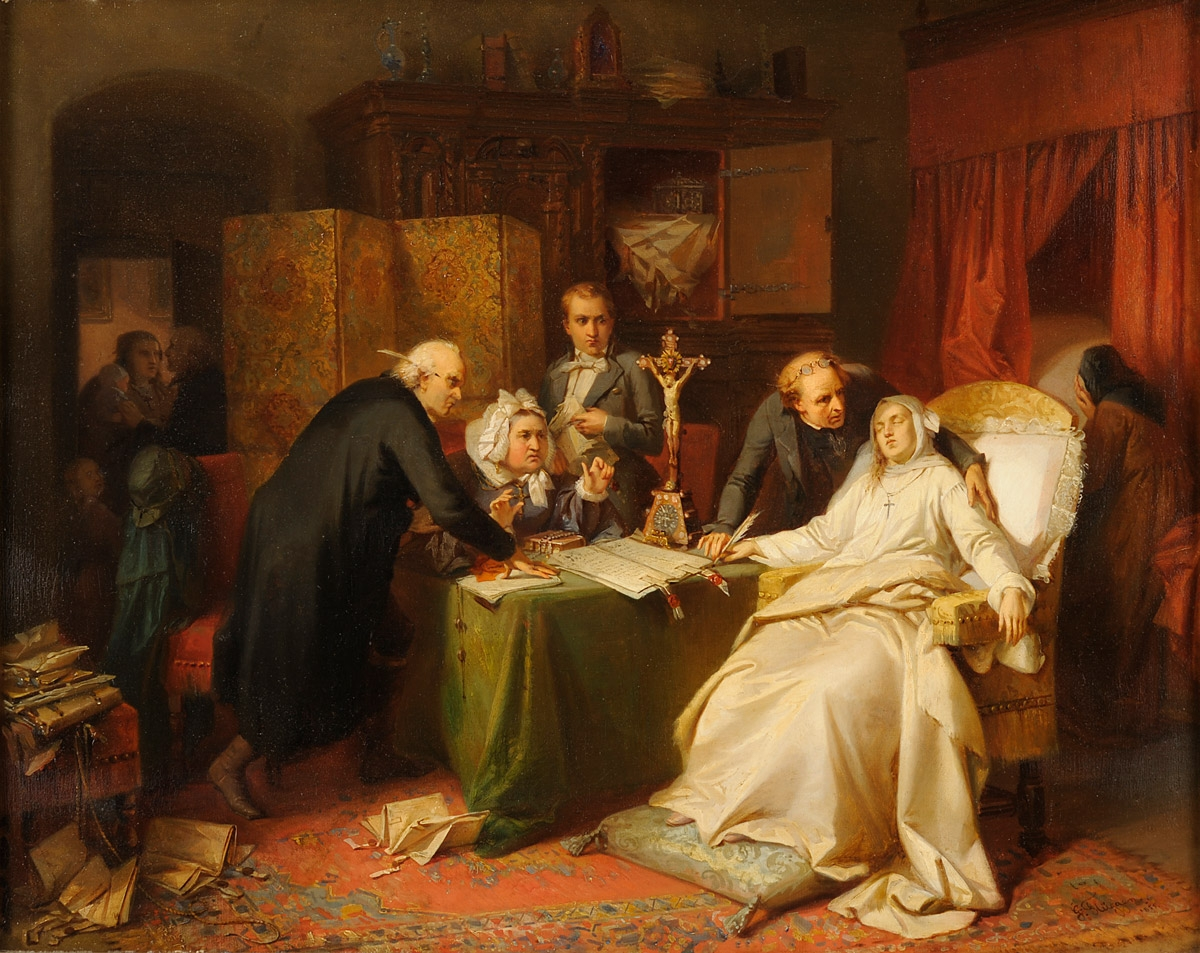
Die Erbschleicher (1855)
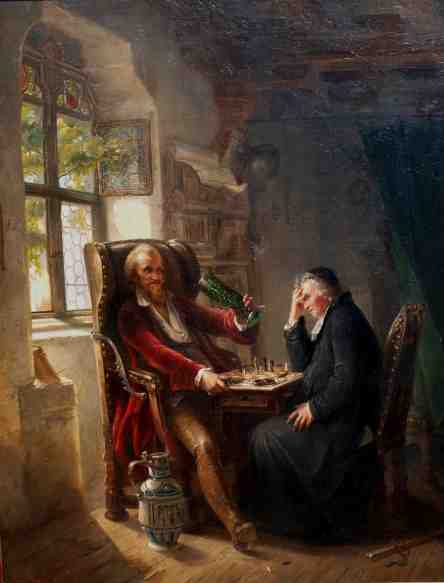
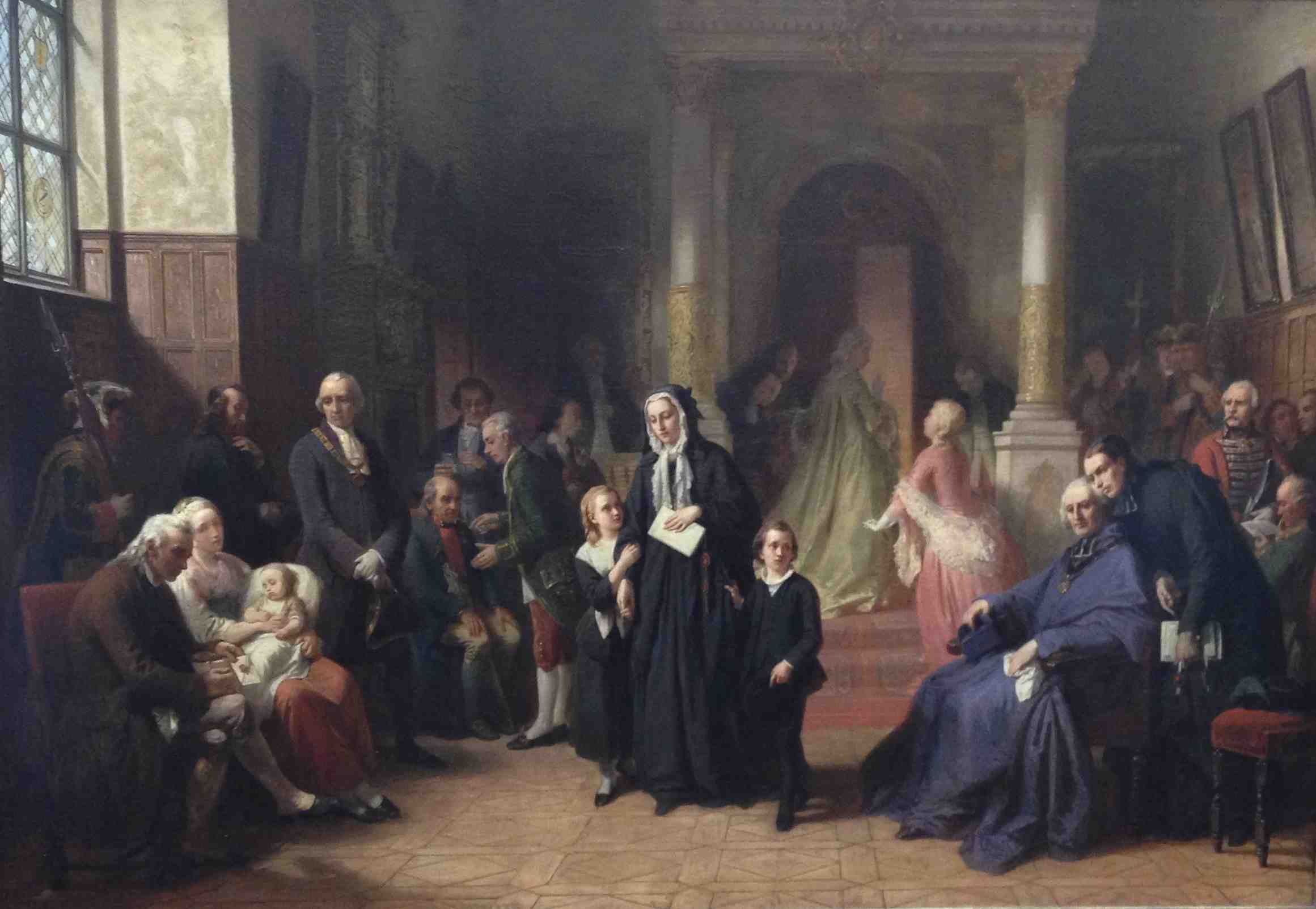